# Millbrook (Bedfordshire)
Millbrook è un villaggio e parrocchia civile dell'Inghilterra, appartenente alla contea del Bedfordshire.